# Oktyabrszkiji járás (Volgográdi terület)

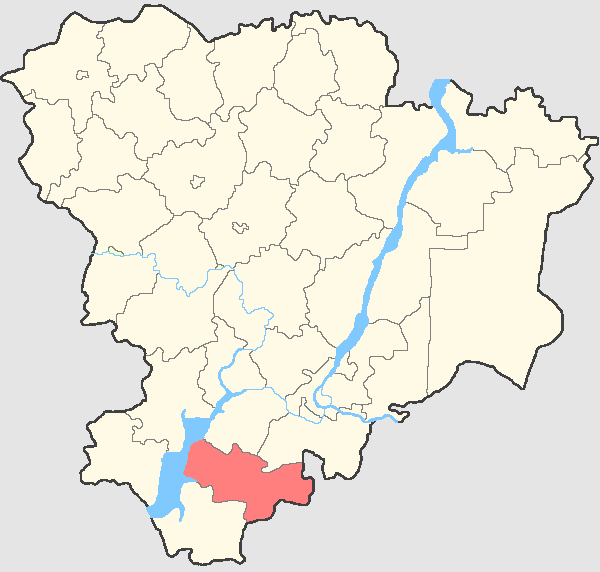
Az Oktyabrszkiji járás a Volgográdi területen

Az Oktyabrszkiji járás (oroszul Октябрьский район) Oroszország egyik járása a Volgográdi területen. Székhelye Oktyabrszkij.

## Népesség
- 1989-ben 25 315 lakosa volt.
- 2002-ben 24 348 lakosa volt.
- 2010-ben 21 760 lakosa volt, melyből 18 919 orosz, 984 csecsen, 283 mari, 279 ukrán, 213 örmény, 150 dargin, 84 kurd, 73 csuvas, 66 azeri, 63 kalmük, 62 tatár, 55 udmurt, 50 avar, 42 fehérorosz, 36 lak, 33 grúz, 30 német, 26 cigány, 26 lezg, 23 kazah, 17 moldáv, 13 üzbég, 11 lengyel, 10 oszét stb.